# 村越直吉
村越 直吉（むらこし なおよし）は、安土桃山時代から江戸時代初期にかけての武士・旗本。徳川氏の家臣。

## 略歴
永禄5年（1562年）、村越俊吉の子として誕生。同7年に父を亡くして叔父の村越俊信に養育される。徳川家康に仕えて、駿河国葛谷に300石を、また関東転封後は近江国坂田と武蔵国入間・多摩を併せて1000石を与えられた。
豊臣政権下では、家康の取次として諸大名との折衝に当たり、特に慶長5年（1600年）の関ヶ原の戦いでは使者役として功績を挙げた（後述）。
江戸幕府開幕後は本多正純らと共に駿府老中として重用された。慶長18年（1613年）2月には、家督を継いだ池田利隆の政務を監督するため、江戸老中安藤重信と共に副使として姫路に出向した。
翌19年（1614年）1月に行われた家康の鷹狩に従ったが、中原で体調を崩して江戸に戻るも14日に死去、享年53。家康は東金からの帰路、16日に千葉で訃報に接し哀憐の意を示した。

## 逸話
- 福島正則や黒田長政ら豊臣恩顧の諸大名が清洲城に集結して家康の到着を待ったが、代わりに家康の使者として直吉がやって来た。豊臣諸将は憤激して「内府はなぜ出陣しない」と詰め寄ると、実直な直吉は「各々方が未だに出陣されないからであり、各々方が敵と戦い向背を明らかにされれば、内府も出陣されるでしょう」と家康の懸念を述べた。これは本来なら諸将の怒りを買ってもおかしくない発言だったが、福島らは承諾して、美濃国への進撃を開始したという。
- 西軍を返り忠した小早川秀秋は、戦後に己の行為を恥じてか松尾山の本陣から出ようとしなかった。しかし家康は秀秋の返り忠こそが戦勝の契機になったから自分の本陣に呼んで賞するため、実直な直吉を使者として小早川の陣に送り、秀秋を賞したという。
- 石田三成・小西行長・安国寺恵瓊らが捕らえられて家康のもとに引き出されたとき、直吉は「上様（家康）からのご配慮である」として彼らに小袖を差し出した。行長と恵瓊は礼を述べたが、三成は「上様とは誰のことだ」と質問し、直吉が家康のことであると言うと、三成は「上様とは豊臣秀頼様である。内府（家康）は陪臣に過ぎないお前の主君に過ぎない。小袖はいらぬから持って帰れ」と怒鳴り返したため、直吉は一言もなく小袖を持って引き返すしかなかったという。

## 登場する作品
- 真田太平記 （1985-1986年、NHK新大型時代劇、演 : 綾田俊樹）
- 葵 徳川三代 （2000年、NHK大河ドラマ、演 : 阿南健治）
- 関ヶ原 (1981年 TBSドラマ、演：藤木悠)